# Куликовская, Лидия
Лидия Куликовская (рум. Lidia Kulikovski; род. 1951) — советская и молдавская библиотекарь и библиограф.
Автор около 200 научных работ, руководила выпуском 25 книг о молдавских писателях, художниках и ученых.. Заслуженный деятель культуры Молдавской ССР (1987).

## Биография
Родилась 8 марта 1951 года в селе Никорены Дрокиевского района Молдавской ССР.
Окончила филологический факультет (библиотечный отдел) Кишинёвского университета (ныне Молдавский государственный университет) в 1973 году. В 2003 году получила степень доктора педагогических наук, выполнив диссертацию на тему «Эволюция библиотечного обслуживания для людей, находящихся в неблагополучном состоянии, в условиях демократизации общества» (рум. „Evoluția serviciilor de bibliotecă pentru persoanele dezavantajate în contextul democratizării societății”).
По окончании университета работала в филиале Муниципальной библиотеки в Кишинёве, позже возглавив его. В 1978—1982 годах Лидия Куликовски возглавляла Централизованную библиотечную систему в городе Кагул. В 1982—1989 годах руководила службой «Achiziție și completare», после чего вернулась в столицу республики и стала директором Муниципальной библиотеки Хашдеу, должность эту занимала до 2013 года. В качестве руководителя библиотеки Хашдеу, расширила сеть библиотеки; привлекала румынских специалистов для помощи в открытии девяти вспомогательных библиотек в Кишиневе, содержащих в основном румынскую литературу; реализовала проект этнического многообразия, что привело к открытию филиалов библиотеки с русской, украинской, польской, болгарской, еврейской и гагаузском литературой.
Лидия Куликовская является автором ряда исследовательских проектов по библиографии. На национальном уровне координировала некоторые европейские проекты. В период с 2000 по 2004 год возглавляла Ассоциацию библиотекарей Республики Молдовы. В 2002 году она основала журнал «Библиополис», посвящённый библиотечному делу. Некоторое время, начиная с 1999 года, была заместителем главного редактора «Библиологического журнала».
По обмену опытом посетила известные зарубежные библиотеки: Библиотеку Конгресса, Национальную библиотеку Китая, Центр Помпиду, Королевскую библиотеку Дании, а также муниципальные библиотеки Финляндии, Греции, России, Израиля, Румынии, Украины и других стран.
Кроме своей научной деятельности, Лидия Куликовски является профессором Государственного университета Молдовы, работает на кафедре библиотековедения факультета журналистики, где читает лекции по библиотечному делу, социологии книг, управлению библиотекой.

## Награды
Удостоена звания «Заслуженный деятель культуры Молдавской ССР» в 1987 году, награждена медалью «За гражданские заслуги» в 1996 году и орденом «Трудовая слава» в 2010 году. Является обладателем Европейской премии «Менеджер XXI века» (2001 год). В 2021 году награждена орденом Республики